# Eulaema bombiformis
Eulaema bombiformis là một loài Hymenoptera trong họ Apidae. Loài này được Packard mô tả khoa học năm 1869.